# Silberner Fußballschuh 1991

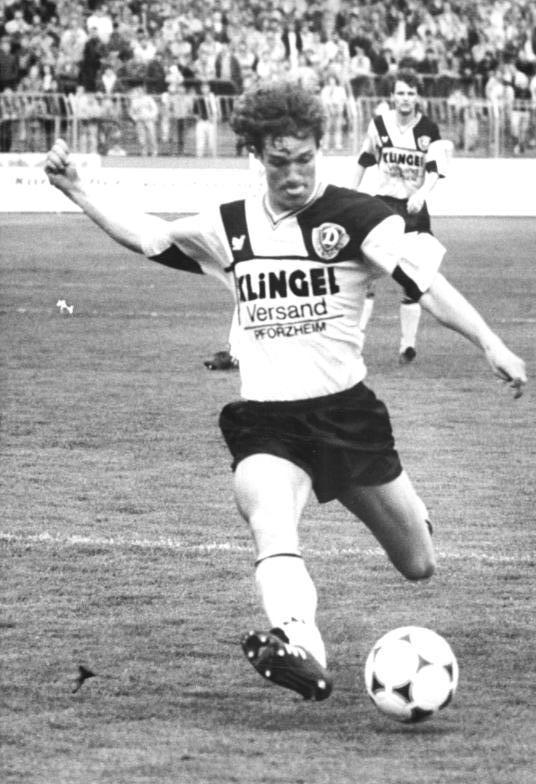
Torsten Gütschow, 1990

Mit dem Silbernen Fußballschuh 1991 wurde zum 29. und letzten Mal der Fußballer des Jahres auf dem Gebiet des nach der Wiedervereinigung neugegründeten Nordostdeutschen Fußballverbands (NOFV) ausgezeichnet. Die Redaktion der Zeitschrift Die neue Fußballwoche hatte wie in den Jahren zuvor eine Umfrage zur Wahl des besten Spielers der abgelaufenen Saison durchgeführt. Diesmal ermittelten nicht nur die Trainer und Kapitäne der 14 Oberligamannschaften aus der zu Ende gegangenen Saison den Fußballer des Jahres, sondern auch die Trainer und Kapitäne der Mannschaften aus den beiden Liga-Staffeln. Sie bewerteten weiterhin auf Tippscheinen die sechs besten Fußballer mit Punkten (zehn Punkte für den Favoriten, für die weiteren Plätze absteigend sieben, fünf, drei, zwei und einen Punkt). Die höchste Gesamtpunktzahl erreichte Torsten Gütschow, dem am Samstag, den 3. August 1991 im Rudolf-Harbig-Stadion von Dresden vor dem Bundesliga-Auftaktspiel gegen den 1. FC Kaiserslautern der silberne Fußballschuh als Fußballer des Jahres vom Fuwo-Chefredakteur Günter Simon überreicht wurde.

## Ergebnis
| Rang | Name             | Mannschaft               | Punkte |
| ---- | ---------------- | ------------------------ | ------ |
| 01.  | Torsten Gütschow | 1. FC Dynamo Dresden     | 457    |
| 02.  | Juri Schlünz     | F.C. Hansa Rostock       | 416    |
| 03.  | Dariusz Wosz     | Hallescher FC            | 310    |
| 04.  | Henri Fuchs      | F.C. Hansa Rostock       | 286    |
| 05.  | Thomas Vogel     | FC Rot-Weiß Erfurt       | 189    |
| 06.  | Rico Steinmann   | Chemnitzer FC            | 184    |
| 07.  | Heiko Peschke    | FC Carl Zeiss Jena       | 095    |
| 08.  | René Müller      | FC Sachsen Leipzig       | 092    |
| 09.  | Detlef Zimmer    | BSV Stahl Brandenburg    | 056    |
| 10.  | Perry Bräutigam  | FC Carl Zeiss Jena       | 046    |
| 10.  | Damian Halata    | 1. FC Lokomotive Leipzig | 046    |
| 10.  | Péter Disztl     | FC Rot-Weiß Erfurt       | 046    |

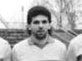
Juri Schlünz, 1990
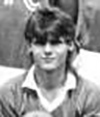
Dariusz Wosz, 1988
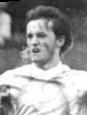
Henri Fuchs, 1990
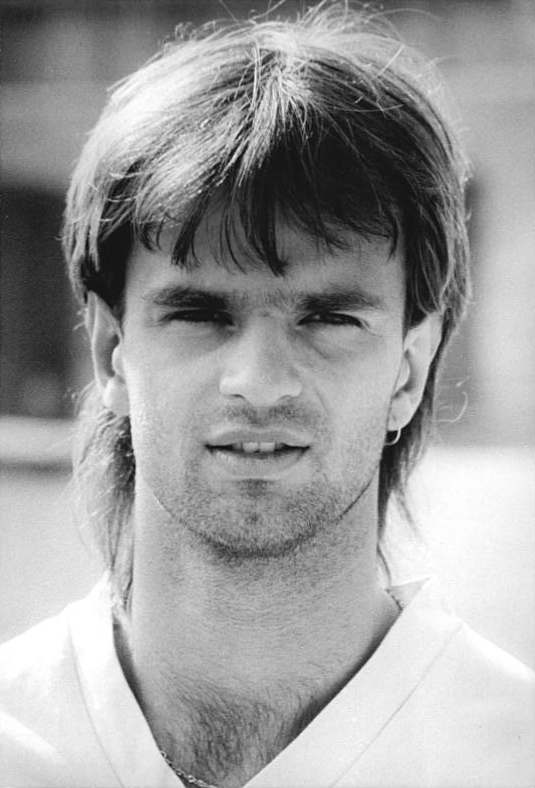
Rico Steinmann, 1990
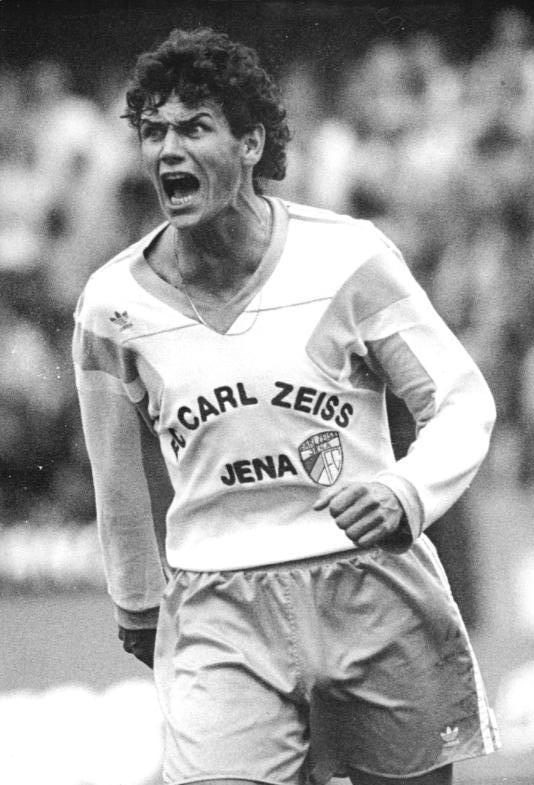
Heiko Peschke, 1990
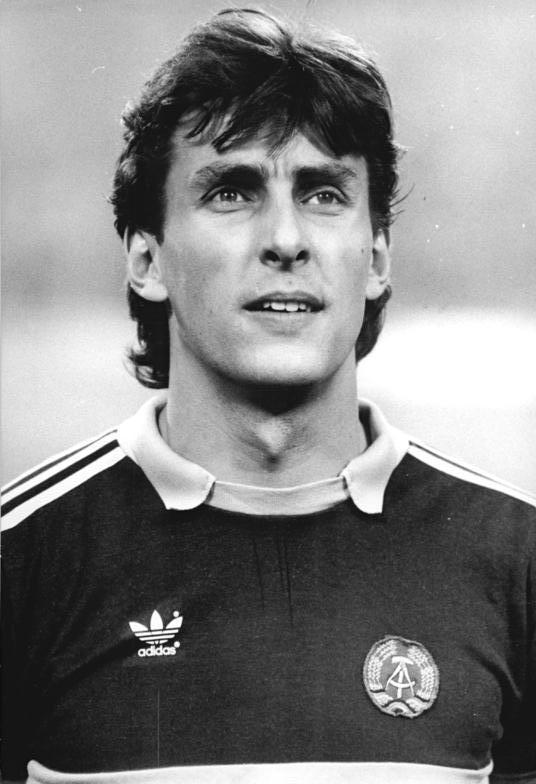
René Müller, 1986
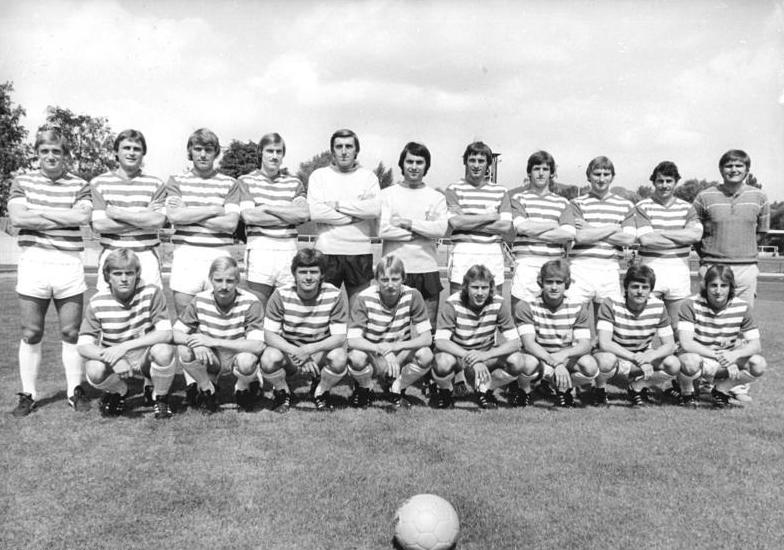
Detlef Zimmer, 1978 (hinten 6. von rechts)
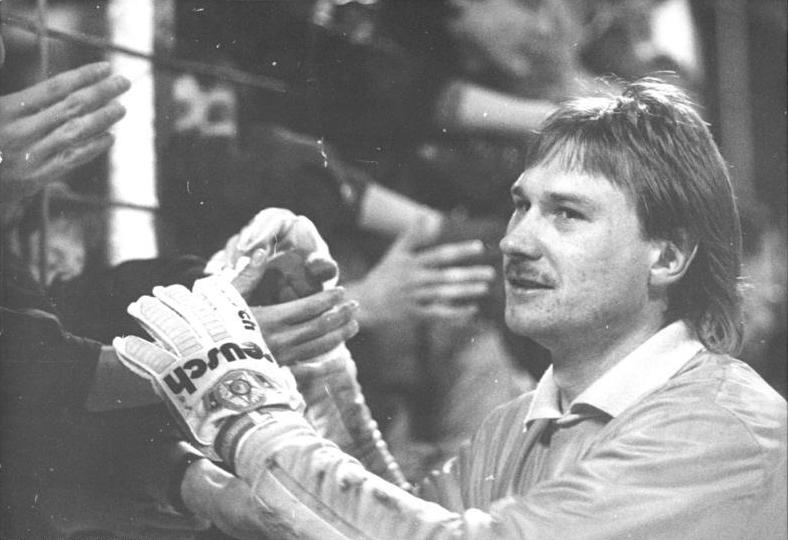
Perry Bräutigam, 1990